# Кордоцентез

Забор со стороны брюшины

Задний забор

Кордоцентез — метод получения кордовой (пуповинной крови) плода для дальнейшего исследования.
Обычно производится параллельно амниоцентезу (взятию околоплодных вод). Производится не ранее 18 недель гестации.
Через переднюю брюшную стенку беременной после инфильтрационной анестезии под контролем ультразвукового аппарата производят прокол тонкой пункционной иглой, попадают в сосуд пуповины, в зависимости от показаний и от срока гестации получают 1-2 мл крови.
Метод применим для диагностики хромосомных и наследственных заболеваний, резус-конфликта, гемолитической болезни плода и т.д. Кордоцентез и внутриматочное переливание широко используются в случаях подозрения на анемию плода. 
Ранний гестационный возраст и материнская инфекция являются относительными противопоказаниями к кордоцентезу. 
По некоторым данным частота гибели плода после кордоцентеза колеблется от 1,4% до 1,9%.